# Exclusif
Pour les articles homonymes, voir Exclusif (homonymie).
Exclusif ce soir ou Exclusif est une émission de télévision française diffusée en direct du 18 mai 1998 au 30 mai 2002 sur TF1.
Basée sur le format américain Entertainment Tonight créé par Al Masini, elle était composée essentiellement de nouvelles sur les vedettes, présentées par les animateurs à la façon du journal télévisé, et de reportages sur les vedettes.
D'abord programmé à 18h25 sous le titre Exclusif ce soir, elle est renommée Exclusif dès le 18 mars 2002 après avoir été déplacé à 16h30 sur la grille de TF1.

## Principe de l'émission
« De Paris à Hollywood, toute l’actualité des stars, dans Exclusif ce soir… » : par ces mots démarrait chaque édition de l’émission mondaine, diffusée du lundi au vendredi en fin de journée sur TF1.
Sur un plateau de journal aux couleurs acidulées, les deux animateurs (un homme et une femme) présentent les informations qui concernent les vedettes du cinéma, de la chanson, la musique ou la télévision. Reportages (le Starnews), entretiens et rubriques composent le sommaire.

## Présentation
- Emmanuelle Gaume et Thierry Clopeau (1998)
- Emmanuelle Gaume et Frédéric Joly (1998-2000)
- Stéphanie Pillonca et Frédéric Joly (2000)
- Flavie Flament et Frédéric Joly (2000-2001)
- Valérie Bénaïm et Frédéric Joly (2001-2002)

Chroniqueurs : Ness, Genie Godula, Lorenzo Pancino, Damien Kero, Stéphanie Pillonca, Rémy Caccia, Gaël Pollès, Hélène Zélany et Jonathan Lambert.